# Rektorzy Politechniki Krakowskiej
Rektorzy Politechniki Krakowskiej – lista rektorów Politechniki Krakowskiej im. Tadeusza Kościuszki w Krakowie.

## Lista rektorów
Lista rektorów Politechniki Krakowskiej od 1945.
| Kadencja  | Imię i nazwisko       | Data urodzenia       | Data śmierci         |
| --------- | --------------------- | -------------------- | -------------------- |
| 1945–1948 | Izydor Stella-Sawicki | 5 kwietnia 1881      | 19 grudnia 1957      |
| 1948–1956 | Ludomir Sleńdziński   | 29 października 1889 | 26 listopada 1980    |
| 1956–1965 | Bronisław Kopyciński  | 27 stycznia 1907     | 22 listopada 2004    |
| 1965–1968 | Kazimierz Sokalski    | 4 marca 1909         | 20 marca 1968        |
| 1968      | Jan Kaczmarek         | 2 lutego 1920        | 18 października 2011 |
| 1968–1972 | Jan Wątorski          | 9 lutego 1915        | 7 grudnia 1976       |
| 1972–1975 | Władysław Muszyński   | 7 lipca 1920         | 20 listopada 2005    |
| 1975–1981 | Bolesław Kordas       | 4 listopada 1933     | 5 października 1981  |
| 1981–1982 | Roman Ciesielski      | 4 listopada 1924     | 9 czerwca 2004       |
| 1982–1987 | Tadeusz Środulski     | 9 marca 1922         | 8 sierpnia 1995      |
| 1987–1990 | Władysław Muszyński   | 7 lipca 1920         | 20 listopada 2005    |
| 1990–1996 | Józef Nizioł          | 2 marca 1938         | 26 stycznia 2021     |
| 1996–2002 | Kazimierz Flaga       | 23 stycznia 1939     |                      |
| 2002–2005 | Marcin Chrzanowski    | 13 marca 1939        |                      |
| 2005–2008 | Józef Gawlik          | 23 września 1948     |                      |
| 2008–2016 | Kazimierz Furtak      | 2 stycznia 1951      |                      |
| 2016–2020 | Jan Kazior            | 12 marca 1951        |                      |
| 2020–2023 | Andrzej Białkiewicz   | 13 czerwca 1954      | 22 marca 2023        |
| od 2023   | Andrzej Szarata       | 27 marca 1975        |                      |